# 朱當沘
东瓯端肃王朱当沘（1476年2月10日—1543年12月14日），明朝魯藩第一代東甌王，鲁庄王朱阳铸第八子（嫡子中排第三），母妃张氏。

## 生平
成化十二年正月十五日（1476年2月10日）生。成化十八年（1482年）四月，獲賜名當沘。成化二十三年（1487年）六月，封東甌王。
因鲁王朱阳铸生病，朱當沘曾向天仙禱告，待痊愈後又為天仙立廟。正德八年（1513年），朱當沘奏請為廟賜額名。禮部稱，王府按例不得為假古跡奏請額名，也不得私立寺觀，東甌王為親人禱告，其孝固然可嘉，但非事親之道，且於例有違，宜切責之，並治輔導官之罪。但明武宗卻未聽從禮部之言，而下詔賜廟額為“靈應”，並規定不作為成例，又寬恕了其輔導官的罪過。
嘉靖四年（1525年），朱當沘獲賜《性理大全》一部，其書堂獲賜名“勵志”。
嘉靖七年（1528年），鲁庄王朱阳铸的曾孫朱觀𤊟以幼沖之齡襲封魯王，奏請留叔祖朱當沘在王府，以贊佐府政、指引禮議。明世宗批准了其奏請，但命朱當沘不得干預錢糧之事，等到魯王稍長即還政。
嘉靖二十二年十一月十九日（1543年12月14日），朱當沘去世，享年六十八歲，諡號端肃。三年後，嫡長子朱健楸襲爵。

## 家庭

### 妻妾
- 徐氏，東城兵馬副指揮徐英女，弘治七年（1494年）十月冊為東甌王妃[7]。

### 子孫
- 嫡長子：東甌長子→東甌恭恪王朱健楸
- 第二子：鎮國將軍朱健樤
  - 孫：輔國將軍朱觀𤌁
    - 曾孫：奉國將軍朱頤壃

  - 孫女：美阳郡君
- 第三子：鎮國將軍朱健栓
  - 孫：輔國將軍朱觀𮳚
  - 孫：輔國將軍朱觀𤏖
  - 孫女：北海郡君
  - 孫女：渤海郡君
  - 孫女：顓臾郡君
- 長女：襄陵县主
- 第二女：成县县主

## 墓誌
朱當沘葬地在今山東省鄒城市大束镇雲山營西，墓誌現藏於孟廟泰山氣象門東側北壁。

[篆蓋]魯藩东瓯端肃王墓誌

[誌文]魯东瓯端肃王墓誌

王讳当沘，乃鲁庄王嫡第二子，母妃张氏。成化十二年正月十五日寅时生，成化二十三年封为东瓯王。嘉靖二十二年十一月十九日薨逝，享年六十八岁。妃徐氏。子三人：长健楸，嗣封爵，娶宣圣孙衍圣公南溪孔公女；次健樤，娶参政贾杰孙女；季健栓，娶汶阳张来凤女；俱封镇国将军。女二人：长封襄陵县主；次封成县县主。孙三人：观𤌁，樤之子；观、观𤏖，栓之子，俱封辅国将军。曾孙颐壃，𤌁之子。女孙四人：樤女，美阳郡君；栓女，北海郡君、渤海郡君、顓臾郡君。

上闻讣，辍视朝一日，遣行人何良传谕祭，治丧葬如制。东宮及在京文武官皆致祭焉。以嘉靖二十四年二月初九日葬于荆山之原。

呜呼！王以宗室之亲，为国藩辅，茂膺封爵，富贵兼隆。兹以令终，夫复何憾！爰述其概，纳诸幽圹，用垂不朽云。